# 舍夫琴基夫斯凯 (苏梅州)
51°9′40″N 33°3′20″E / 51.16111°N 33.05556°E
舍夫琴基夫斯凱（烏克蘭語：Шевченківське）是位於烏克蘭東北部的镇，由蘇梅州科諾托普區的波皮夫卡市鎮負責管轄。該鄉處於庫基爾卡河畔，距離索斯尼夫卡1公里。